# Холокост в Белыничском районе
Холокост в Белы́ничском районе — систематическое преследование и уничтожение евреев на территории Белыничского района Могилёвской области оккупационными властями нацистской Германии и коллаборационистами в 1941—1944 годах во время Второй мировой войны, в рамках политики «Окончательного решения еврейского вопроса» — составная часть Холокоста в Белоруссии и Катастрофы европейского еврейства.

## Геноцид евреев в районе
Белыничский район был полностью оккупирован немецкими войсками в первой половине июля 1941 года, и оккупация продлилась почти три года — до 29 июня 1944 года. Нацисты включили Белыничский район в состав территории, административно относящейся к зоне армейского тыла группы армий «Центр». Комендатуры — полевые (фельдкомендатуры) и местные (ортскомендатуры) — обладали всей полнотой власти в районе.
Для осуществления политики геноцида и проведения карательных операций сразу вслед за войсками в район прибыли карательные подразделения войск СС, айнзатцгруппы, зондеркоманды, тайная полевая полиция (ГФП), полиция безопасности и СД, жандармерия и гестапо.
Во всех крупных деревнях района были созданы районные (волостные) управы и полицейские гарнизоны из коллаборационистов.
Одновременно с оккупацией нацисты и их приспешники начали поголовное уничтожение евреев. «Акции» (таким эвфемизмом гитлеровцы называли организованные ими массовые убийства) повторялись множество раз во многих местах. В тех населенных пунктах, где евреев убили не сразу, их содержали в условиях гетто вплоть до полного уничтожения, используя на тяжелых и грязных принудительных работах, от чего многие узники умерли от непосильных нагрузок в условиях постоянного голода и отсутствия медицинской помощи.
За время оккупации практически все евреи Белыничского района были убиты, а немногие спасшиеся в большинстве воевали впоследствии в партизанских отрядах.
Евреев в районе убили в Белыничах, Головчине, Эсьмонах, Ильковичах, Девошичах, Заозерье, Майске и многих других местах.

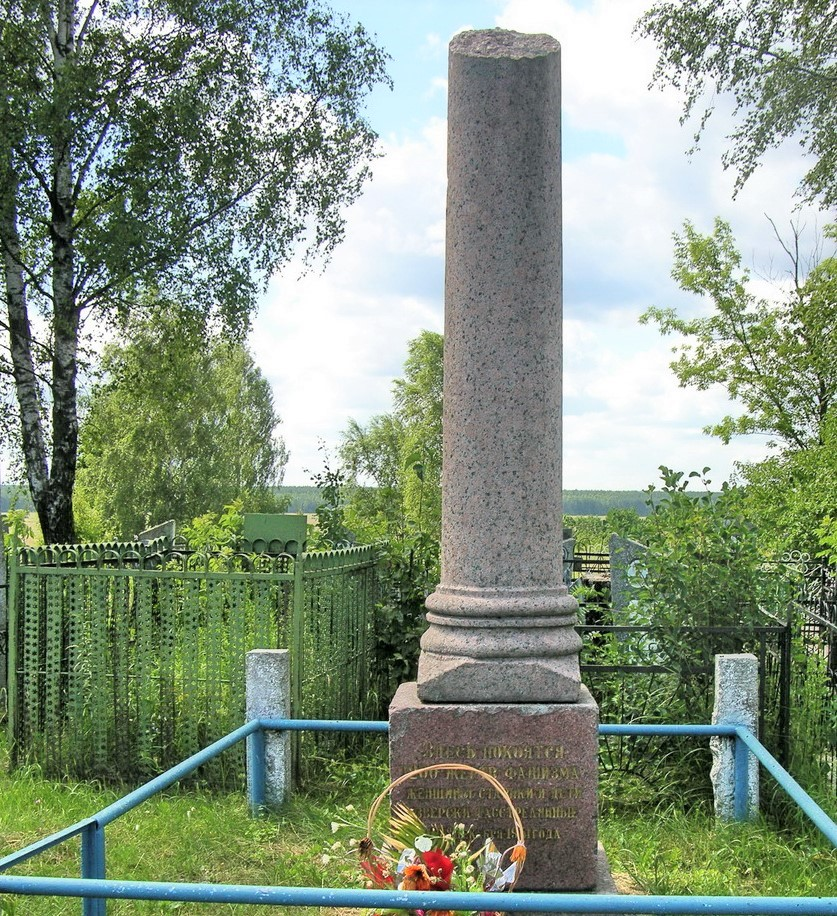
Памятник на месте перезахоронения евреев Белыничей, убитых 12 декабря 1941 года, на еврейском кладбище

## Гетто
Оккупационные власти под страхом смерти запретили евреям снимать желтые латы или шестиконечные звезды (опознавательные знаки на верхней одежде), выходить из гетто без специального разрешения, менять место проживания и квартиру внутри гетто, ходить по тротуарам, пользоваться общественным транспортом, находиться на территории парков и общественных мест, посещать школы.
Реализуя нацистскую программу уничтожения евреев, немцы создали на территории района 3 гетто.
В сентябре 1941 года согнали бо́льшую часть ещё живых евреев района в гетто в Белыничах, и убили 12 декабря 1941 года. Также туда были привезены и убиты вместе со всеми 224 еврея из Западной Белоруссии — всего около 1200 человек.

### Гетто в Головчине
До войны в деревне Головчин евреи составляли больше половины населения. Деревня была захвачена немцами 5 июля 1941 года. В эвакуацию из евреев успели уехать только две семьи.
Сразу после оккупации евреям запретили появляться без нашитых на верхней одежде шестиконечных звезд и с сентября 1941 года немцы начали массовые расстрелы евреев во рву в урочище Будки. Всего в Головчине на этом месте расстреляли 126 евреев. Гетто в Головчине было ликвидировано в начале декабря 1941 года, когда последних 67 ещё живых евреев перевели в Белыничское гетто и расстреляли 12 декабря 1941 года в Задруцкой слободе.
В начале 1950-х годов по указанию властей останки убитых в Будках евреев перезахоронили в Белыничах. Памятного знака в урочище Будки нет, и само место расстрела находится в настоящее время под водой на дне искусственного водохранилища.
Опубликованы неполные списки убитых евреев Головчина.

### Гетто в Эсьмонах
Немцы заняли деревню Эсьмоны 6 июля 1941 года, и евреям сразу приказали нашить желтые звезды на верхнюю одежду. Через неделю после оккупации нацисты отобрали 30 самых сильных местных мужчин, из которых 26 были евреи, заставили их работать на заготовке леса, а 29 июля всех расстреляли на старой лесной дороге в Алешковичи — с правой стороны на обочине шоссе Эсьмоны-Кармановка. Тела убитых завалили еловыми ветками и сожгли. Когда евреев увели на расстрел, часть местных жителей бросились в опустевшие дома и растащили их имущество.
В конце лета или осенью 1941 года немцы расстреляли 106 евреев в лесном урочище Красная липа — на шоссе Эсьмоны-Кармановка в двух километрах от деревни Майск. Жители Майска затем похоронили их тела. На этом месте был установлен памятник.
Гетто в Эсьмонах было ликвидировано в июле 1942 года, когда последних ещё живых евреев привели к подготовленному рву, заставили раздеться до нижнего белья, ставили по 10 человек и расстреливали из пулемета — сначала детей, потом стариков. Матери кричали и тщетно умоляли карателей убить их первыми. Во время этого расстрела убили и несколько семей евреев — беженцев из Польши. После расстрела полицаи перебирали одежду убитых, выбивали у них золотые зубы и снимали кольца с пальцев. На этом месте находится братская могила.
Всего в Эсьмонах немцы убили 172 еврея, опубликованы их неполные списки.

## Случаи спасения и «Праведники народов мира»
В Белыничском районе один человек был удостоен почетного звания «Праведник народов мира» от израильского мемориального института «Яд Вашем» «в знак глубочайшей признательности за помощь, оказанную еврейскому народу в годы Второй мировой войны». Это — Цинклета Слесарева, которая спасла Евгения Эльмана в деревне Пуща.

## Память
Опубликованы неполные списки жертв геноцида евреев в Белыничском районе.
Памятники убитым евреям района установлены в Белыничах и Эсьмонах.